# Richard Aldington

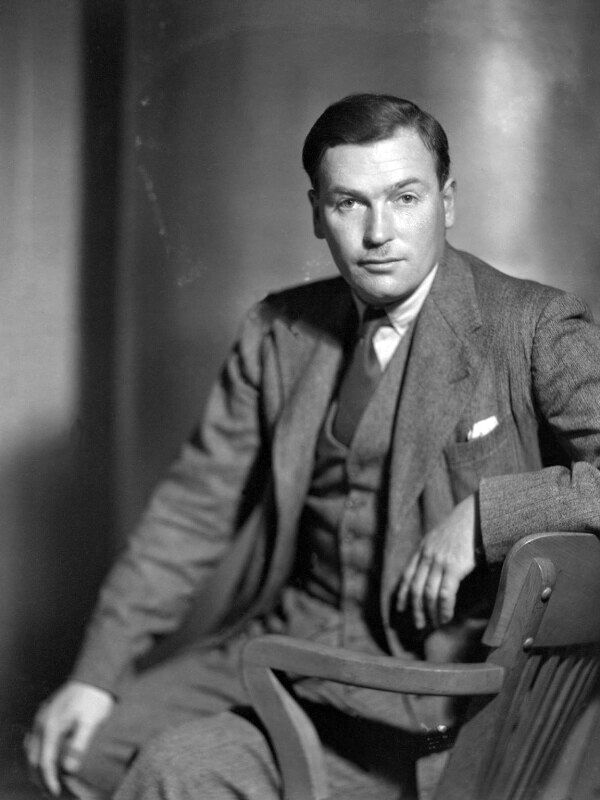
Richard Aldington, 1931

Richard Aldington (Taufname: Edward Godfree, * 8. Juli 1892 in Portsmouth, Hampshire; † 27. Juli 1962 in Sury-en-Vaux, Département Cher) war ein englischer Schriftsteller.

## Leben
Richard Aldington war der Sohn eines Anwaltes und wuchs in Kent auf. Er besuchte das dortige Dover College. Schon als Jugendlicher veröffentlichte er seine ersten Gedichte. Im Jahr 1909 zog die Familie nach London. Hier begann Aldington 1910 am University College London ein Studium, das er nach kurzer Zeit wieder abbrechen musste, da sein Vater finanzielle Probleme hatte. Danach lebte er als freier Schriftsteller in London und arbeitete für seinen Lebensunterhalt als Sportjournalist. 1912 lernte er Ezra Pound, F. S. Flint und Hilda Doolittle kennen. 1913 heirateten Richard Aldington und die unter dem Pseudonym H. D. bekannte US-amerikanische Schriftstellerin Hilda Doolittle. Die Ehe wurde 1937 geschieden.
Aldington schloss sich um 1912 der Bewegung der Imagisten an und fungierte als Herausgeber der avantgardistischen Zeitschrift The egoist.
Aldington nahm im Rang eines Captain am Ersten Weltkrieg teil. Seine Erlebnisse flossen auch in sein literarisches Schaffen ein. So beherrschen Gesellschaftskritik und Pessimismus sein späteres Werk.
In seinem Spätwerk veröffentlichte Aldington einige Biographien, die fundiert, aber auch kritisch angelegt sind. In der Zeitschrift The egoist kam es zu einer Erstveröffentlichung der Biographie von D. H. Lawrence. Für Latein und Griechisch gilt er immer noch als bedeutender Übersetzer.
Richard Aldington starb im Alter von 70 Jahren.

## Werke (Auswahl)

### Prosa
- A Fool in the Forest. The Hours Press, Paris 1925.
- The Love of Myrrhine and Konallis, and other prose poems. Pascal Covici, Chicago 1926.[3]
- Hark the Herald. The Hours Press, Paris 1928.
- Death of a Hero. Illustration des Schutzumschlages von Paul Nash. Chatto & Windus, London 1929.
  - Deutsche Ausgabe: Heldentod. Aus dem Englischen übersetzt von  Dagobert von Mikusch. Mit einem Nachwort versehen von Günter Walch. Kiepenheuer,  Leipzig / Weimar 1985.
- The Eaten Heart. The Hours Press, Paris 1929.
- A Dream in the Luxembourg. Chatto & Windus, London 1930.
- Last Straws. The Hours Press, Paris 1930.
- Roads to Glory. Chatto & Windus, London 1930.
- All Men Are Enemies. A Romance. Chatto & Windus, London 1933.
- Women Must Work. Chatto & Windus, London 1934.
- Seven against Reeves. William Heinemann, London 1938.

### Biografien
- The Duke. A Life of Wellington. William Heinemann, London 1946.
- Lawrence of Arabia. A Biographical Enquiry. Collins, London 1955.
- David Herbert Lawrence in Selbstzeugnissen und Bilddokumenten. (= Rowohlts Monographien, Bd. 51). Aus dem Englischen übersetzt von Wilfried Steinhagen. Rowohlt, Reinbek bei Hamburg 1961, ISBN 3-499-50051-5.

### Aufsätze
- Two Poets. In: The Egoist Vol. 1, Nr. 22 vom 16. November 1914, S. 422f.[3]
- The Poetry of Amy Lowell. In: The Egoist Vol. 2, Nr. 7 vom 1. Juli 1915, S. 109f.[3]